# Mistrzostwa Świata w Lekkoatletyce 2022 – bieg na 10 000 m mężczyzn
bieg na 10 000 m mężczyzn – jedna z konkurencji biegowych rozgrywanych podczas lekkoatletycznych mistrzostw świata na Hayward Field w Eugene.

## Terminarz
| Data     | Godzina |       |
| -------- | ------- | ----- |
| 17 lipca | 13:00   | Finał |

## Rekordy
Tabela prezentuje rekord świata, rekord mistrzostw świata, rekordy kontynentów oraz najlepszy wynik na listach światowych w sezonie 2022 przed rozpoczęciem mistrzostw.
|                            | Zawodnik              | Wynik    | Miejsce             | Data                     | Źródło |
| -------------------------- | --------------------- | -------- | ------------------- | ------------------------ | ------ |
| Rekord świata              | Joshua Cheptegei      | 26:11,00 | Walencja            | 7 października 2020(dts) | [ 2 ]  |
| Listy światowe             | Grant Fisher          | 26:33,84 | San Juan Capistrano | 6 marca 2022(dts)        | [ 2 ]  |
| Rekord mistrzostw świata   | Kenenisa Bekele       | 26:46,31 | Berlin              | 17 sierpnia 2009(dts)    | [ 2 ]  |
| Rekord Afryki              | Joshua Cheptegei      | 26:11,00 | Walencja            | 7 października 2020(dts) | [ 3 ]  |
| Rekord Ameryki Północnej   | Grant Fisher          | 26:33,84 | San Juan Capistrano | 6 marca 2022(dts)        | [ 4 ]  |
| Rekord Ameryki Południowej | Marílson dos Santos   | 27:82,12 | Neerpelt            | 2 czerwca 2007(dts)      | [ 5 ]  |
| Rekord Australii i Oceanii | Jack Rayner           | 27:15,35 | San Juan Capistrano | 6 marca 2022(dts)        | [ 6 ]  |
| Rekord Azji                | Ahmad Hassan Abdullah | 26:38,76 | Bruksela            | 5 września 2003(dts)     | [ 7 ]  |
| Rekord Europy              | Mo Farah              | 26:46,57 | Eugene              | 3 czerwca 2011(dts)      | [ 8 ]  |

## Wyniki
Źródło: worldathletics.org.
| Pozycja | Zawodnik               | Państwo           | Czas     | Uwagi |
| ------- | ---------------------- | ----------------- | -------- | ----- |
| 01 !    | Joshua Cheptegei       | Uganda            | 27:27,43 | SB    |
| 02 !    | Stanley Waithaka Mburu | Kenia             | 27:27,90 | SB    |
| 03 !    | Jacob Kiplimo          | Uganda            | 27:27,97 | SB    |
| 4.      | Grant Fisher           | Stany Zjednoczone | 27:28,14 |       |
| 5.      | Selemon Barega         | Etiopia           | 27:28,39 |       |
| 6.      | Mohammed Ahmed         | Kanada            | 27:30,27 |       |
| 7.      | Berihu Aregawi         | Etiopia           | 27:31,00 |       |
| 8.      | Daniel Mateiko         | Kenia             | 27:33,57 | SB    |
| 9.      | Joe Klecker            | Stany Zjednoczone | 27:38,73 | SB    |
| 10.     | Isaac Kimeli           | Belgia            | 27:43,50 | SB    |
| 11.     | Jimmy Gressier         | Francja           | 27:44,55 |       |
| 12.     | Sean McGorty           | Stany Zjednoczone | 27:46,30 |       |
| 13.     | Carlos Mayo            | Hiszpania         | 27:50,61 |       |
| 14.     | Tadese Worku           | Etiopia           | 27:51,25 |       |
| 15.     | Rodgers Kwemoi         | Kenia             | 27:52,26 |       |
| 16.     | Rodrigue Kwizera       | Burundi           | 28:01,49 |       |
| 17.     | Habtom Samuel          | Erytrea           | 28:01,81 |       |
| 18.     | Egide Ntakarutimana    | Burundi           | 28:24,07 |       |
| 19.     | Jack Rayner            | Australia         | 28:24,12 |       |
| 20.     | Ren Tazawa             | Japonia           | 28:24,25 |       |
| 21.     | Zouhair Talbi          | Maroko            | 28:28,69 |       |
| 22.     | Tatsuhiko Ito          | Japonia           | 28:57,85 |       |
| 23.     | Patrick Dever          | Wielka Brytania   | 29:13,88 |       |
| 24.     | Stephen Kissa          | Uganda            | 29:21,10 | SB    |